# Rue du Colonel-Rozanoff
La rue du Colonel-Rozanoff est une voie située dans le quartier de Picpus du 12e arrondissement de Paris, en France.

## Situation et accès
La rue du Colonel-Rozanoff, située entre les immeubles HLM et essentiellement piétonnière, est accessible à proximité par la ligne de métro 8 à la station Montgallet.

## Origine du nom
Elle porte le nom de l'aviateur Constantin Rozanoff (1905-1954).

## Historique
La voie est ouverte en 1971 dans le cadre de la rénovation de l'îlot Saint-Éloi sous le nom provisoire de « voie AE/12 » et prend sa dénomination actuelle par arrêté municipal du 7 avril 1972.

## Bâtiments remarquables et lieux de mémoire
- Accès au square Saint-Éloi.